# Lathronympha
Lathronympha es un género de polillas.

## Especies
- Lathronympha albimacula Kuznetzov, 1962
- Lathronympha balearici Diakonoff, 1972
- Lathronympha christenseni Aarvik & Karsholt, 1993
- Lathronympha irrita Meyrick, in Caradja & Meyrick, 1935
- Lathronympha sardinica Trematerra, 1995
- Lathronympha strigana (Fabricius, 1775)